# Prima cruciadă
Prima cruciadă a fost inițiată în 1095 de către Papa Urban al II-lea pentru a recâștiga controlul asupra orașului sfânt Ierusalim și a Țării Sfinte creștine stăpânite la acel moment de către musulmani. Ceea ce a început ca un apel făcut cavalerilor francezi, s-a transformat rapid într-o incursiune pe scară largă, și o cucerire a teritoriilor aflate în afara Europei, în Orientul Mijlociu. Atât cavaleri, cât și țărani, din diferite națiuni ale Europei Occidentale, fără o conducere centralizată efectivă, au plecat pe uscat și pe mare spre Ierusalim și au ocupat orașul în iulie 1099, înființând Regatul Ierusalimului și celelalte state cruciate. Deși acestea au rezistat mai puțin de două sute de ani, prima cruciadă a reprezentat un moment important în expansiunea Lumii occidentale, fiind de asemenea și singura cruciadă — față de multele care au urmat — care și-a atins scopul, respectiv ocuparea Ierusalimului.

## Contextul general
Originile cruciadelor în general și al primei cruciade în special, se află în evenimentele evului mediu timpuriu. Descompunerea Imperiului Carolingian, împreună cu relativa stabilizare a granițelor europene după creștinarea vikingilor și maghiarilor, a dat naștere unei noi categorii de războinici, care în principal se luptau între ei.
Între timp, armatele musulmane ocupaseră Africa de Nord, Egiptul, Palestina, Siria și cea mai mare parte a Spaniei, regiuni predominant creștine înainte. Reconquista din Spania a fost primul efort important al creștinilor de a reocupa teritoriile pierdute. Normanzii luptau pentru controlul asupra Siciliei, iar Pisa, Genova și Aragonul luptau intensiv împotriva fortărețelor islamice din Mallorca și Sardinia, pentru a elimina raidurile musulmanilor asupra coastelor Italiei și Spaniei.
Din cauza acestor războaie continue, ideea unui Război Sfânt împotriva musulmanilor nu era neplauzibilă printre națiunile europene. Musulmanii ocupaseră centrul universului creștin, Ierusalimul, care, împreună cu regiunea înconjurătoare, avea statutul unei relicve uriașe, locul unde Hristos a trăit și a murit. În 1074, Papa Grigore al VII-lea a cerut ca milites Christi („soldații lui Cristos”) să îi ajute pe bizantini în Orient. Aceștia suferiseră o înfrângere majoră în fața turcilor selgiucizi la bătălia de la Manzikert cu trei ani înainte. Acest apel, deși în cea mai mare parte ignorat, împreună cu numărul mare de pelerinaje în Țara Sfântă din secolul al XI-lea, a atras atenția asupra acestei regiuni. Relatările despre abuzurile musulmanilor asupra pelerinilor creștini care se îndreptau către Ierusalim și alte locuri sfinte din Orientul Mijlociu au întărit zelul cruciaților. Papa Urban al II-lea a fost primul care a  propus în mod public ideea unei Cruciade pentru recucerirea Țării Sfinte, cu vorbele sale cunoscute: Deus vult! („Dumnezeu o dorește!”)

### Orientul spre sfârșitul secolului al XI-lea
Vecinul Europei Occidentale către sud-est era Imperiul Bizantin, locuit tot de creștini, însă de rit ortodox. Sub împăratul Alexios I Comnen, Imperiul era în principal limitat la Europa și coasta de vest a Anatoliei, și se confrunta cu numeroși dușmani, cum ar fi normanzii în apus și selgiucizii în răsărit. Mai spre est, Anatolia, Siria, Palestina și Egiptul erau toate sub control musulman, însă ele, în perioada Primei Cruciade, erau fragmentate din punct de vedere politic, și, într-o oarecare măsură, cultural, lucru care a contribuit la succesul campaniei militare creștine. Anatolia și Siria erau sub controlul segiucizilor suniți, înainte un mare imperiu, Marele Seljuk, însă în acel moment împărțite în numeroase alte state mai mici. Alp Arslan învinsese Imperiul Bizantin la Manzikert în 1071 și adăugase o mare parte a Anatoliei Imperiului său, însă acest stat fusese răvășit de război civil după moartea șahului Malik I din 1092. În Sultanatul Rüm din Anatolia, Malik Șah a fost succedat de Kilij Arslan I, iar în Siria de fratele lui, Tutuș I, decedat în 1095. Fiii lui Tutuș, Radwan și Dukak, au moștenit Alepul și Damascul, divizând în continuare Siria în emirate aflate în conflict unul cu altul, precum și cu Kerbogha, atabegul Mosulului. Aceste state erau în general preocupate mai mult de consolidarea propriilor teritorii și deținerea controlului asupra vecinilor lor, decât de cooperarea împotriva cruciaților.
În alte regiuni ale teritoriului selgiucid se aflau ortoqizii, în nord-estul Siriei și în Mesopotamia. Ierusalimul s-a aflat sub controlul lor până în 1098. În Anatolia răsăriteană și în Siria de nord, Danișmend, un mercenar selgiucid a fondat un stat independent; cruciații nu au intrat în contact cu niciunul dintre aceste grupuri decât după cruciadă. Hașașinii au câștigat de asemenea importanță în problemele siriene.
Egiptul și o mare parte a Palestinei erau controlate de fatimizii arabi șiiți, al căror imperiu se micșorase semnificativ de la sosirea selgiucizilor; Alexius I i-a sfătuit pe cruciați să se alieze cu aceștia împotriva dușmanului selgiucid comun. Fatimizii, conduși în acea perioadă de califul al-Mustali (deși puterea se afla de fapt în mâinile vizirului al-Afdal Șahanșah), pierduseră Ierusalimul în fața selgiucizilor în 1076, însă îl recuceriseră de la ortoqizi în 1098, când cruciații erau pe drum. La început, ei nu i-au considerat pe cruciați o amenințare, presupunând că erau trimiși de către bizantini, și că se vor mulțumi cu recucerirea Siriei, neatacând Palestina; nu au trimis o armată împotriva lor decât atunci când aceștia ajunseseră la Ierusalim.

## Cronologia cruciadei

### Conciliul de la Clermont

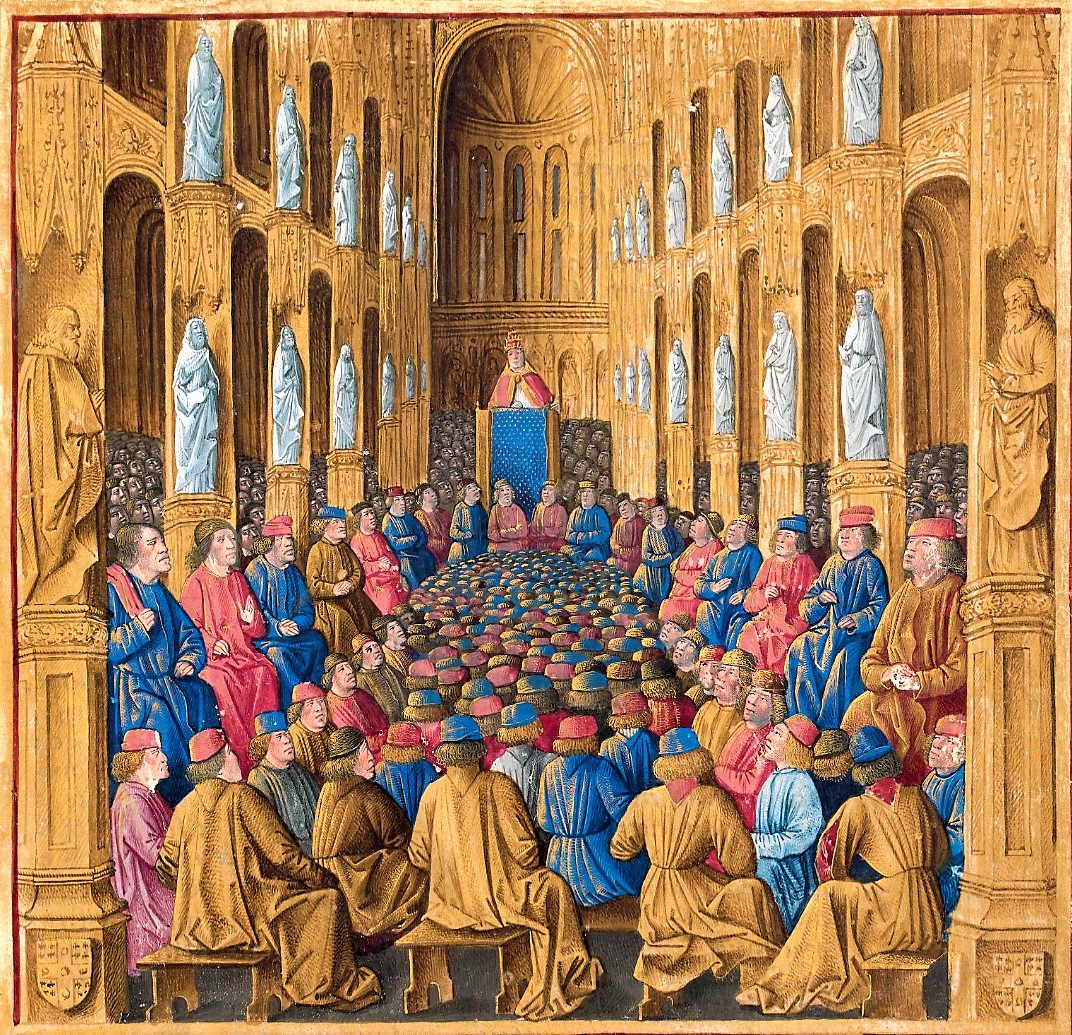
Papa Urban al II-lea la Conciliul de la Clermont

În martie 1095 Alexius I a trimis emisari către Conciliul de la Piacenza, pentru a-i cere ajutorul Papei Urban al II-lea împotriva turcilor. Cererea împăratului a fost întâmpinată cu un răspuns favorabil din partea papei, care spera să rezolve disputa apărută cu ocazia Marii Schisme, ce avusese loc cu 40 de ani înainte, și să reușească să reunească Biserica sub autoritatea papei, ca „arhiepiscop și prelat asupra întregii lumi” după cum s-a autodenumit la Clermont , prin ajutarea bisericii răsăritene la nevoie. Totuși, apelul său pentru convingerea a „mulți să permită, prin jurământ, să îl ajute pe împărat cu credință atâta cât se poate împotriva păgânilor” nu a avut rezultatele scontate.
La Conciliul de la Clermont din inima Franței, din noiembrie 1095, Urban a ținut o predică plină de pasiune în fața unei audiențe formată din nobilimea și clerul francez. El a cerut acestora să preia controlul Ierusalimului din mâinile musulmanilor. Franța, a afirmat el, era suprapopulată, iar în ținutul Canaanului curgea laptele și mierea. A vorbit despre violența și desfrâul nobililor și a afirmat că soluția era de a întoarce săbiile în serviciul Domnului: „Fie ca hoții să devină cavaleri.” A vorbit despre răsplăți, atât pe pământ cât și în rai, unde iertarea păcatelor era oferită oricui ar fi putu muri în lupta pentru creștinism. Mulțimea a fost cuprinsă de un entuziasm frenetic, cu strigăte de Deus vult! („Dumnezeu o vrea!”).
Predica lui Urban este unul dintre cele mai importante discursuri din istoria Europei. Există mai multe versiuni ale acestuia, toate scrise după ocuparea Ierusalimului, astfel încât este greu de afirmat care este cea reală și care a fost recreată după cruciada încununată de succes. Ceea ce este evident este că a avut un ecou neașteptat de puternic. În ultima parte a anului 1095 și începutul lui 1096, Urban a răspândit mesajul în întreaga Franță și i-a îndemnat pe episcopii și legații săi să o facă în diocezele lor în restul Franței, Germaniei și Italiei. Papa a încercat să interzică unor categorii de oameni (printre care femei, călugări, bolnavi) să se alăture cruciaților, însă acest lucru s-a dovedit aproape imposibil. În cele din urmă, majoritatea celor care au răspuns apelului nu erau cavaleri, ci țărani, săraci și fără pregătire militară, însă cărora această expediție le oferea o evadare de la greutățile zilnice și o descătușare a pietății personale, neîngrădită de autoritățile ecleziastice și laice.

### Cruciada țăranilor
Urban a organizat plecarea cruciaților pentru data de 15 august 1096 , însă, cu mai multe luni înainte, mai multe armate de țărani și cavaleri de rang inferior s-au organizat și au pornit spre Ierusalim pe cont propriu. . Răspunsul a depășit orice prognoze: Urban se aștepta la câteva mii de cavaleri, însă, până la urmă, numărul participanților a ajuns la 100.000 — majoritatea luptători neinstruiți, inclusiv femei și copii.
Lipsindu-le disciplina militară și aflându-se în ceea ce li se părea un ținut străin (Europa Răsăriteană), cu obiceiuri ciudate, acești primi cruciați s-au lovit repede de obstacole, încă aflându-se pe teritoriu creștin. Problema era atât una de provizii, cât și una de cultură: oamenii aveau nevoie de mâncare și provizii, și așteptau ca orașele gazdă să le ofere lucrurile necesare — sau măcar să le vândă la prețuri rezonabile. Părăsind repede Europa Occidentală, nu au putut profita de recolta îmbelșugată a acelei primăveri, precedată de ani de secetă și de recolte slabe. Din nefericire pentru cruciați, localnicii nu erau întotdeauna darnici, lucru care a dus repede la lupte și conflicte. Coborând pe Dunăre, adepții lui Petru au jefuit teritoriul maghiar și au fost la rândul lor atacați de aceștia, de bulgari, și chiar de o armată bizantină în apropiere de Nis. Aproximativ un sfert din participanții la cruciadă au fost uciși, însă restul au ajuns la Constantinopol în august. Orașul era mare pentru Europa acelei perioade, însă mare era și „armata lui Petru”, iar diferențele culturale, și reticența de a aproviziona un număr atât de mare de oameni a dus la alte tensiuni. Mai mult, în Constantinopol, adepții lui Petru nu erau singura armată cruciată – li se alăturaseră alte grupuri din Franța și Italia. Alexius, neștiind ce altceva să facă cu o asemenea mare și neobișnuită armată, i-a transportat repede peste Bosfor.
După ce au ajuns în Asia Mică, cruciații au fost sfâșiați de conflicte interne și s-au despărțit în două tabere separate. Turcii erau experimentați, și cunoșteau locurile; majoritatea participanților la Cruciada țăranilor – războinici amatori neorganizați – au fost masacrați după intrarea în teritoriul selgiucid. Petru totuși a supraviețuit și s-a alăturat mai târziu principalei armate cruciate. O altă armată de boemi și saxoni nu a trecut de Ungaria, dezintegrându-se pe drum.

### Cruciada germană
Prima cruciadă a dat semnalul începerii unei lungi perioadă de violențe împotriva evreilor în cadrul Culturii europene. Deși antisemitismul exista în Europa de secole, Prima cruciadă reprezintă primul caz de violență în masă îndreptată împotriva comunităților evreiești. Pornită la începutul verii anului 1096, o armată germană de aproximativ 10.000 de soldați condusă de Gottschalk, Volkmar, și Emicho, s-a îndreptat către nord prin valea Rinului, în direcția opusă Ierusalimului, și a început o serie de pogromuri, pe care unii istorici le numesc „primul Holocaust” 
Predicile din timpul cruciadei au dus la creșterea sentimentului antisemit. Unii predicatori îi considerau pe evrei și musulmani ca dușmani ai lui Cristos, oameni cu care trebuia luptat și care trebuiau convertiți la creștinism. Publicul a considerat că „luptat” înseamnă „luptat până la moarte” sau „omorât”. Cucerirea creștină a Ierusalimului și instaurarea unui împărat creștin acolo ar fi trebuit teoretic să aducă Sfârșitul timpului (perioadă care precede a doua venire a lui Iisus Cristos). În anumite părți ale Franței și Germaniei, evreii erau făcuți responsabili de crucificare, fiind în același timp mult mai numeroși și mai aproape decât musulmanii. Mulți oameni nu considerau necesar să călătorească mii de kilometri pentru a se lupta cu necredincioșii, când necredincioșii erau atât de aproape de casă.
Cruciații s-au deplasat către nord prin valea Rinului, ajungând la comunitățile evreiești, cum ar fi cele din Köln, și apoi către sud. Evreilor li s-a oferit opțiunea de a se converti la creștinism sau de a fi masacrați. Majoritatea au refuzat prima opțiune, și, pe măsură ce veștile despre masacrele în masă s-au răspândit, comunități întregi s-au sinucis în masă. Mii de evrei au fost masacrați, în ciuda încercărilor autorităților seculare și ale clerului local de a-i adăposti. Masacrele au fost justificate prin afirmația că discursul papei Urban de la Clermont promitea răsplată de la Dumnezeu pentru uciderea necreștinilor de orice fel, nu neapărat musulmani. Deși instituția papală a condamnat și a îndemnat la încetarea acțiunilor îndreptate împotriva locuitorilor musulmani și evrei, atât în timpul acestei cruciade, cât și în timpul următoarelor, la fiecare mișcare cruciată au avut loc numeroase atacuri îndreptate împotriva evreilor.

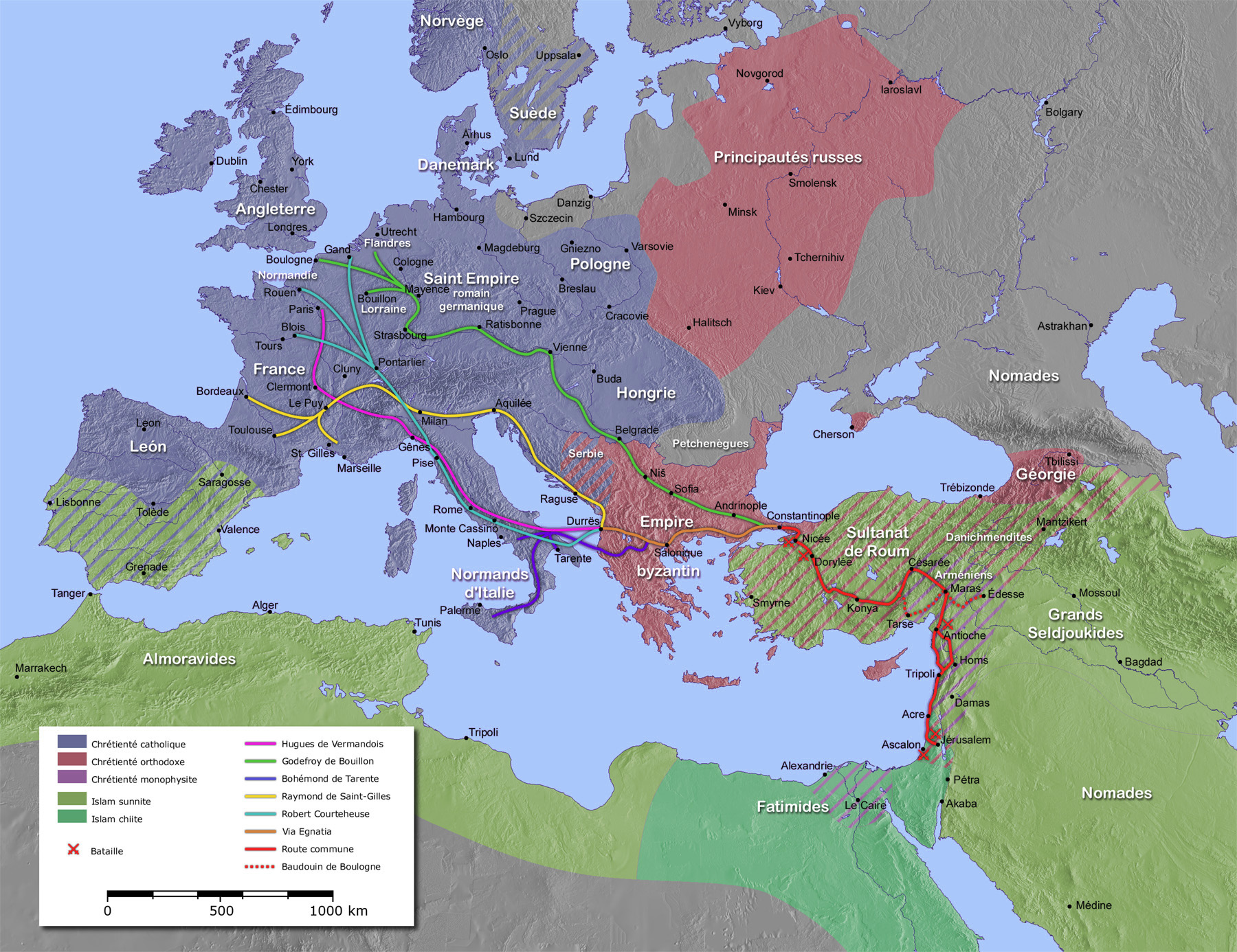
Drumul participanților la prima cruciadă

### Cruciada baronilor
Prima cruciadă nu a luat sfârșit cu dezastrul cruciadei țăranilor și cu masacrarea evreilor. Cruciada prinților, cunoscută și sub numele de cruciada baronilor, a pornit în anul 1096 într-o manieră mai ordonată, condusă de diferiți nobili cu cete de cavaleri vasali din diferite regiuni ale Europei. Cei mai importanți erau Raimond al IV-lea de Toulouse, care îi reprezenta pe cavalerii din Provența, însoțit de legatul papal Ademar de Le Puy; Boemund de Taranto, reprezentându-i pe normanzii din Italia de sud, împreună cu nepotul său Tancred; Lorenii sub frații Godfrey de Bouillon, Eustațiu și Balduin de Boulogne și Francezii din nord, conduși de contele Robert al Flandrei, Robert al Normandiei (fratele mai mare al regelui William al II-lea al Angliei), Ștefan de Blois, și Hugo de Vermandois (fratele mai tânăr al regelui Filip I al Franței, căruia i s-a interzis participarea, fiind excomunicat).

#### Marșul către Ierusalim

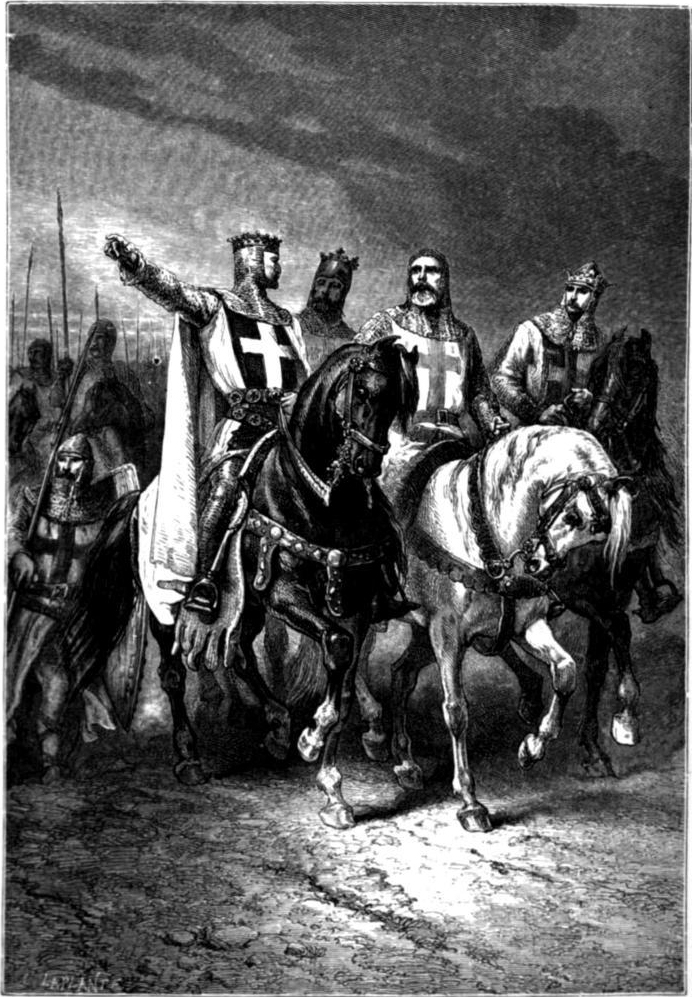
Cei patru lideri ai cruciadei: Godefroy de Bouillon, Boemund de Taranto, Raimond al IV-lea de Toulouse și Tancred de Taranto.

Diferitele armate au părăsit Europa la data stabilită din august și au mers pe drumuri diferite către Constantinopol, adunându-se în afara zidurilor orașului în decembrie 1096, la două luni după anihilarea cruciadei țăranilor de către turci. Cavalerii erau însoțiți de numeroși oameni săraci, care își puteau permite îmbrăcămintea de bază și poate o armă mai veche. Petru Hermitul, care s-a alăturat cruciaților la Constantinopol, era responsabil pentru soarta lor, iar aceștia au putut să se organizeze în grupuri, similare companiilor militare, conduse de obicei de un cavaler.
Nobilii au ajuns la Constantinopol fără multe alimente, așteptând provizii și ajutor de la Alexius I. Acesta era suspicios după experiențele cu cruciada țăranilor și, de asemenea, deoarece între cavaleri se afla și vechiul său dușman normand, Boemund. În același timp, împăratul bizantin nutrea speranța de a putea prelua controlul asupra cruciaților, pe care aparent îi considera o forță auxiliară bizantină. În schimbul proviziilor, Alexius le-a cerut conducătorilor cruciați să-i jure supunere și să  cedeze Imperiului Bizantin orice teritorii recucerite de la turci. Lipsiți de alimente și provizii, cruciații au trebuit să respecte aceste condiții, după mai multe compromisuri și după ce aproape au izbucnit lupte în oraș. Doar Raimond a evitat să depună jurământ, preferând în schimb să se alieze cu Alexius împotriva dușmanului comun, Boemund.
Alexius a fost de acord cu trimiterea unei armate bizantine condusă de generalul Tatikios, care să-i însoțească pe cruciați în drumul lor prin Asia Mică. Primul obiectiv era Niceea, vechi oraș bizantin, însă la acea dată capitală a Sultanatului selgiucid de Rüm, condus Kilij Arslan I. Orașul a trecut printr-un asediu îndelungat, care nu a avut efectul scontat, deoarece cruciații nu puteau bloca lacul pe malul căruia se afla orașul și pe unde putea fi aprovizionat. Arslan, din afara orașului, a cerut garnizoanei să se predea, dacă situația scăpa de sub control. Alexius, temându-se că luptătorii cruciați vor jefui Niceea și o vor distruge, a acceptat în secret predarea orașului; cruciații s-au trezit în dimineața de 19 iunie, 1097 și au văzut stindardele bizantine fluturând pe zidurile cetății. Nu li s-a permis să ia pradă din oraș, și accesul în oraș era redus la mici cete escortate. Această situație a dus la o creștere a tensiunilor dintre cruciați și bizantini. Cruciații au pornit apoi către Ierusalim.
Cruciații, însoțiți în continuare de trupe bizantine sub comanda lui Tatikios, au mers către Dorylaeum, unde înaintarea lui Boemund a fost oprită de Kilij Arslan. În timpul bătăliei de la Dorylaeum de pe 1 iulie, Godfrey a spart liniile turcești, și, cu ajutorul trupelor conduse de legatul Adhemar, i-a înfrânt pe turci și le-a jefuit tabăra. Kilij Arslan s-a retras, iar cruciații au mărșăluit aproape fără a întâmpina rezistență prin Asia Mică către Antiohia, cu excepția unei bătălii în septembrie, în care din nou i-au înfrânt pe turci.
Marșul prin Anatolia a fost unul plin de greutăți. Deplasarea s-a făcut în mijlocul verii, iar cruciații aveau hrană puțină și rezerve limitate de apă. Un mare număr de soldați și de cai au pierit de foame și de sete. Atât în Europa cât și în Asia, comunitățile creștine ofereau cruciaților daruri sub formă de hrană sau de bani, dar mult mai deseori cruciații jefuiau localitățile prin preajma cărora treceau. Conducătorii militari ai marșului nu au încetat nicio clipă să se certe între ei pentru postul de conducător suprem, deși niciunul dintre ei nu era suficient de puternic pentru a prelua comanda. Cu toate aceste, Adhemar a fost tot timpul recunoscut ca șef religios al marșului. După traversarea Porților Ciliciene, Balduin de Boulogne s-a îndreptat pe cont propriu  spre ținuturile armenești din zona Eufratului. La începutul anului 1098 în Edessa, Baldwin a fost adoptat ca moștenitor de regele Thoros, un monarh grec ortodox care  se afla în relații foarte proaste cu supușii săi armeni. După asasinarea lui Thoros, Balduin a devenit noul monarh, creând Comitatul Edessei, primul stat cruciat.

#### Asediul Antiohiei

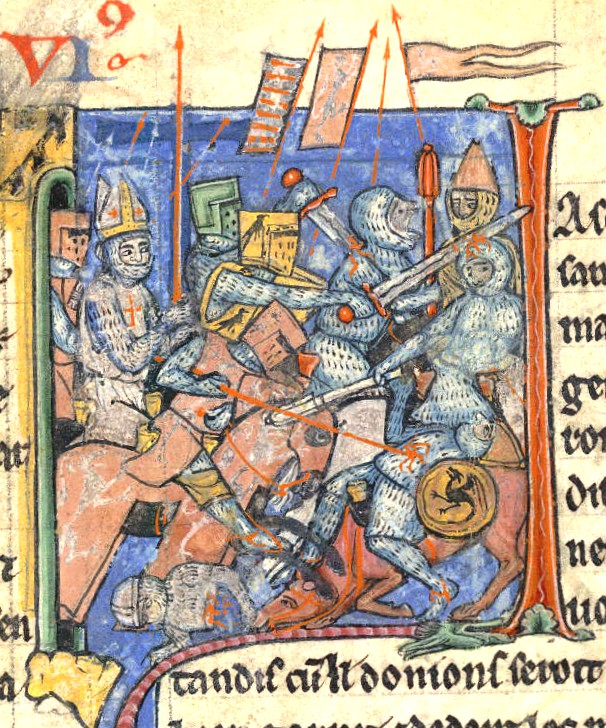
Ademar de Le Puy purtând mitră, în mână cu Lancea Sfântă, în timpul cruciadei.

Între timp, armatele cruciate au mărșăluit spre Antiohia, care se afla cam la jumătatea distanței dintre Constantinopol și Ierusalim. Creștinii au ajuns aici în octombrie 1097 și au asediat orașul aproape opt luni. În timpul asediului cruciații au reușit să respingă două încercări de despresurare ale musulmanilor conduși de Dukak al Damascului și Ridwan al Alepului. Antiohia avea un sistem de fortificații atât de întins, încât efectivele cruciaților s-au dovedit insuficiente pentru încercuirea completă a orașului. De aceea, Antiohia putea fi aprovizionată cu o oarecare greutate. În timp ce asediul trena, a devenit din ce în ce mai evident că Boemund voia să cucerească orașul pentru el, nu să-l predea bizantinilor așa cum jurase. În mai 1098, Kerbogha al Mosulului s-a îndreptat spre Antiohia în fruntea unei mari armate musulmane pentru a despresura orașul. Boemund a mituit un comandant armean din armata orașului pentru ca acesta din urmă să predea fără luptă turnul pe care îl apăra. În iunie, cruciații au intrat în oraș prin sectorul apărat de oamenii armeanului și au cucerit majoritatea locuitorilor. La numai câteva zile însă, armata musulmană condusă de Kerbogha a ajuns în fața porților Antiohiei, asediindu-i pe creștinii care ocupaseră cetate. În timpul noului asediu, un călugăr necunoscut a pretins că a descoperit Lancea Sfântă și deși unii dintre cruciați și dintre clerici s-au arătat neîncrezători, marea masă a creștinilor a luat această descoperire ca pe un semn divin al viitoarei lor victorii. Pe 28 iunie 1098, cruciații au înfrânt armatele musulmane într-o bătălie în fața zidurilor cetății, Kerbogha dovedindu-se incapabil să conducă în mod unitar trupele eterogene  conduse de comandanți care nu se supuneau autorității centrale. În momentul atacului cruciat împotriva liniilor musulmane, soldații fatimizi au dezertat de pe câmpul de luptă. Legenda născută după victoria împotriva musulmanilor afirmă că alături de cruciații însuflețiți în luptă de Lancea Sfântă, s-a aflat pe toată durata bătăliei și o armată de sfinți.
Boemund a afirmat că împăratul Alexios a trădat cauza cruciată, ceea ce ar fi invalidat toate jurămintele depuse la Constantinopol. Astfel el și proclamat pretențiile asupra orașului, și în ciuda opoziției unora dintre liderii cruciați, Boemund a luat în stăpânire Antiohia. Cruciada a fost întârziată pentru tot restul anului, vreme în care nobilii s-au certat pe tema statutului Antiohiei. Istoriografia modernă presupune de obicei că francii din nordul Franței, provensalii din sudul Franței și normanzii din Italia se considerau „națiuni” distincte și luptau între ele pentru o poziție dominantă. Deși astfel de rivalități au putut să aibă un rol în disputele dintre cruciați, mult mai dăunătoare pentru unitatea lor au fost ambițiile personale ale unora dintre liderii creștinilor.
În rândurile cruciaților a izbucnit o epidemie, cel mai probabil de tifos, care a ucis pe mulți dintre luptători, inclusiv pe legatul papal Ademar. În același timp, o mulțime de cai a murit de foame sau de boală, în condițiile în care țăranii musulmani refuzau să ofere cruciaților nutreț și alimente. În decembrie a fost cucerit orașul arab Maarrat al-Numan, fiind înregistrate în aceeași perioadă și primele cazuri de canibalism printre cruciați. Cavalerii mărunți și soldații de rând au devenit din ce în ce mai indisciplinați și au amenințat că vor continua marșul spre Ierusalim fără să le mai pese de conducătorii lor gâlcevitori. În cele din urmă, la începutul anului 1099, marșul spre Ierusalim a fost reluat, Boemund rămânâd în orașul cucerit, unde s-a încoronat ca primul Principe al Antiohie.

#### Asediul Ierusalimului

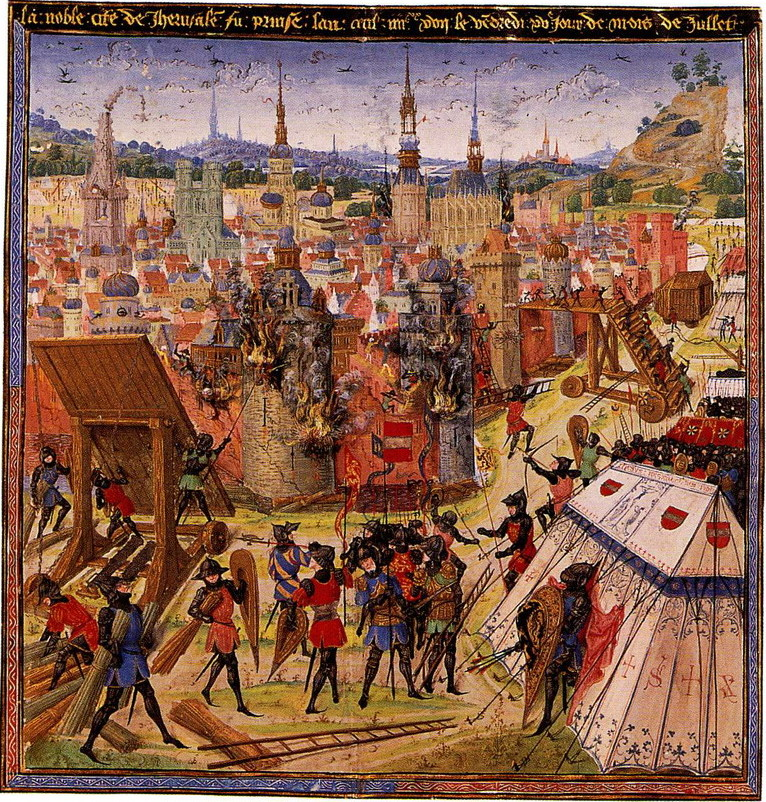
Cucerirea Ierusalimului, 1099

Mărșaluind spre sud de-a lungul litoralului mediteranean, cruciații nu au avut de întâmpinat o rezistență puternică, mulți dintre conducătorii locali preferând să le ofere alimente, furaje și bani decât să se angajeze în conflicte costisitoare. Pe 7 mai, cruciații au ajuns la Ierusalim, care era acum în stăpânirea fatimizilor egipteni, care-l recuceriseră din mâinile segiucizilor cu doar un an mai înainte. Unii dintre cruciați au izbucnit în lacrimi când s-au văzut ajunși la capătul lungului lor drum.
La fel ca și în cazul Antiohiei, cruciații au asediat orașul pentru o lungă perioadă de timp, în timpul luptelor ei suferind pierderi importante, în principal datorită lipsei de alimente și de apă. Din cei aproape 7.000 de aristocrați care porniseră în cruciadă, mai rămăseseră numai 1.500. În ciuda dificultății sarcinii de îndeplinit, moralul cruciaților a crescut în momentul în care un călugăr, Desiderius, a pretins că a avut o viziune sfântă în timpul căreia ar fi fost instruit cu privire la tactica care trebuia urmată pentru a cuceri orașul în 9 zile. Cruciații au postit și au mers în desculți într-o procesiune de jur-împrejurul zidurilor orașului pe 8 iulie, urmând exemplul biblic al asediului Ierihonului.
Între timp, militarii genovezi de sub conducerea lui Guglielmo Embriaco, își demontaseră corăbiile cu care navigaseră din patrie până în Țara Sfântă, folosind cheresteaua pentru a construi câteva turnuri de asediu. Pe 15 iulie zidurile cetății au fost luate cu asalt și cruciații au  pătruns în oraș.
În cursul acelei după-amiezi, și în dimineața zilei următoare, cruciații au măcelărit aproape întreaga populație a orașului: musulmani, evrei și chiar și creștini ortodocși. Deși mulți musulmani au căutat să se refugieze în Templul lui Solomon (astăzi Moscheea Al-Aqsa), cruciații nu i-au cruțat nici pe cei din acest lăcaș sfânt. După cum afirmă autorul anonim al cronicii Gesta Francorum,  "...măcelul a fost atât de mare, încât oamenii noștri înaintau prin sânge până la glezne...". Alte mărturii amintind de nivelul sângelui până la frâiele cailor amintesc de un pasaj din Apocalipsa lui Ioan (14:20). Tancred a pretins ca pradă de război cartierul Templului și a oferit aici protecție mai multor musumani, dar nu a reușit să împiedice uciderea lor de către cruciații scăpați de sub control. Fulcher de Chartres afirma: "Cu adevărat, dacă ai fost acolo ai fi văzut picioarele noastre colorate până la glezne cu sângele celor uciși. Dar ce altceva aș mai putea povesti mai mult? Niciunul dintre ei nu au fost lăsați în viață; nu au fost cruțați nici femeile nici copii."
Gesta Francorum afirmă că unii dintre locuitorii orașului au reușit să scape cu viață. Autorul anonim mai scria „Când păgânii au înfrânți, oamenii noștri au pus mâna pe mulți dintre ei, atât bărbați cât și femei, ori ucigându-i ori ținându-i prizonieri, după cum au dorit.” Același autor mai aduce următoarea mărturie: "[Conducătorii noștri] au ordonat de asemenea ca toți sarazinii morți  să fie aruncați afară datorită duhorii grele, de timp ce întreg orașul era plin de cadavrele lor; și astfel sarazinii vii au târât morții în fața porților de ieșire și i-au aranjat în stive de parcă erau case. Nimeni nu a văzut sau auzit de un asemenea măcel al păgânilor, pentru rugurile funerare fiind făcute piramide din trupurile lor și nimeni nu știe numărul lor cu excepția lui Dumnezeu." 
În zilele care au urmat cuceririi Ierusalimului și masacrării locuitorilor săi, Godfrey de Bouillon a fost proclamat Advocatus Sancti Sepulchri (Apărător al Sfântului Mormânt). Godfrey a afirmat că refuză să poarte o "coroană de aur" în orașul în care Isus Cristos a purtat o „coroană de spini”. În ultima acțiune a cruciadei, Godfrey de Bouillon a condus armatele creștine în luptă împotriva trupelor fatimide pe care le-a înfrânt în bătălia de la Ascalon. Godfrey a murit în iulie 1100, urmându-i pe tron fratele său, Balduin de Edessa, care a luat titlul de „Rege al Ierusalimului”.

### Cruciada din 1101 și înființarea regatului
După cucerirea Ierusalimului cei mai mulți cruciați și-au considerat jurămintele îndeplinite și au plecat acasă. Mai trebuie spus că unii dintre cavaleri plecaseră acasă cu mult timp înainte de a ajunge la Ierusalim, unii dintre ei chiar în timpul asediului Antiohiei. Când în Europa au ajuns veștile despre succesul cruciadei, dezertorii au fost batjocoriți de concetățeni și chiar și de membrii familiilor lor, clerul local amenințându-i cu excomunicarea. După spusele lui Foucher de Chartres, în nou formatul Regat al Ierusalimului mai rămăseseră doar câteva sute de cavaleri. În 1101 a fost organizată o nouă cruciadă, în rândul luptătorilor creștini fiind numeroși dezertori ai primei cruciade. Cruciații aceștia au fost în cea mai mare parte anihilați de turcii selgiucizi în Asia Mică, la mare distanță de destinația lor finală, Ierusalimul. Supraviețuitorii au reușit să se alăture forțelor creștine din Ierusalim. În anii care au urmat, Ierusalimul a primit ajutor din partea negustorilor italieni, care se stabiliseră în porturile siriene, și din partea ordinelor militaro-religioase ale templierilor și ospitalierilor create în timpul domniei lui Balduin I.

## Analiză a primei cruciade

Statele cruciate apǎrute dupǎ cruciadǎ

### Urmări
Succesul primei cruciade a fost fără precedent. Stabilitatea din Europa de Vest a permis unui mare număr de războinici nobili să plece în căutarea unor noi cuceriri și averi obținute în urma războiului. În plus, perioada de pace a permis creșterea prosperității orașelor și implicit capacitatea de a echipa militarii expediției cruciate. Orașele porturi italiene, în mod special Veneția și Genova, erau interesate în extinderea legăturilor lor comerciale. Papalitatea a văzut în armata cruciată o modalitate de recâștigare a influenței catolice în răsărit și de reunificare a Bisericii prin intermediul unei forțe pentru care războiul era o misiune sfântă religioasă. Astfel apărea o nouă atitudine față de religie: se impunea disciplina religioasă și soldaților, nu numai călugărilor ca până atunci, prin noile concepte ale războinicului sfânt și etosului cavaleresc.
Prima Cruciadă a reușit să asigure fondare a statelor cruciate ale Edessei, Antiohiei, Ierusalimului și Tripolelui în Palestina și Siria și a câștigat aliați de-a lungul drumului cruciaților, așa cum a fost Armenia Ciliciană).
În Europa, cei care supraviețuiseră luptelor și ajunseseră la Ierusalim au fost tratați ca eroi. Robert de Flandra a fost supranumit "Hierosolymitanus" datorită faptelor sale de vitejie. Viața lui Godfrey de Bouillon a devenit legendă la numai câțiva ani după moartea sa. În unele cazuri, situația politică din Europa a fost puternic afectată de absența baronilor și principilor cruciați: câtă vreme Robert Curthose fusese plecat din Normandia, acest ținut a trecut în stăpânirea fratelui lui Henric I al Angliei, conflictul dintre interesele celor doi devenind de neînlăturat. (Vezi și: Bătălia de la Tinchebray din 1106).
Înființarea statelor cruciate în Orientul Apropiat a ușurat presiunea selgiucidă asupra Imperiului Bizantin, care a reușit în schimb să recucerească unele dintre posesiunile din Anatolia, cu sau fără ajutorul  cruciaților. În plus, Imperiul Bizantin a avut parte de o perioadă de relativă pace și prosperitate în secolul al XII-lea. Influența dinastiilor musulmane din răsărit a crescut treptat. Musulmanii au fost nevoiți să caute o politică coerentă împotriva cruciaților, care a dus în cele din urmă la unirea lor sub comanda lui Saladin și recucerirea Ierusalimului.

### Pelerinii
Deși în zilele noastre expediția militară care a cucerit Ierusalimul este denumită Prima cruciadă, în acele vremuri militarii care au participat la ea nu se considerau "cruciați". Termenul cruciadă  a apărut în secolul al XIII-lea în documente în limba latină, la 100 de ani după cucerirea Ierusalimului. Această expediție nu era numită "cruciadă" și cu atât mai puțin "prima", de vreme ce nimeni nu putea ști că vor mai urma și altele. Participanții la expediția militară din Țara Sfântă se considerau peregrinatores (pelerini) aflați într-o iter (călătorie), acestea fiind denumirile care se găsesc în mărturiile contemporane.

### Popularitatea cruciadei

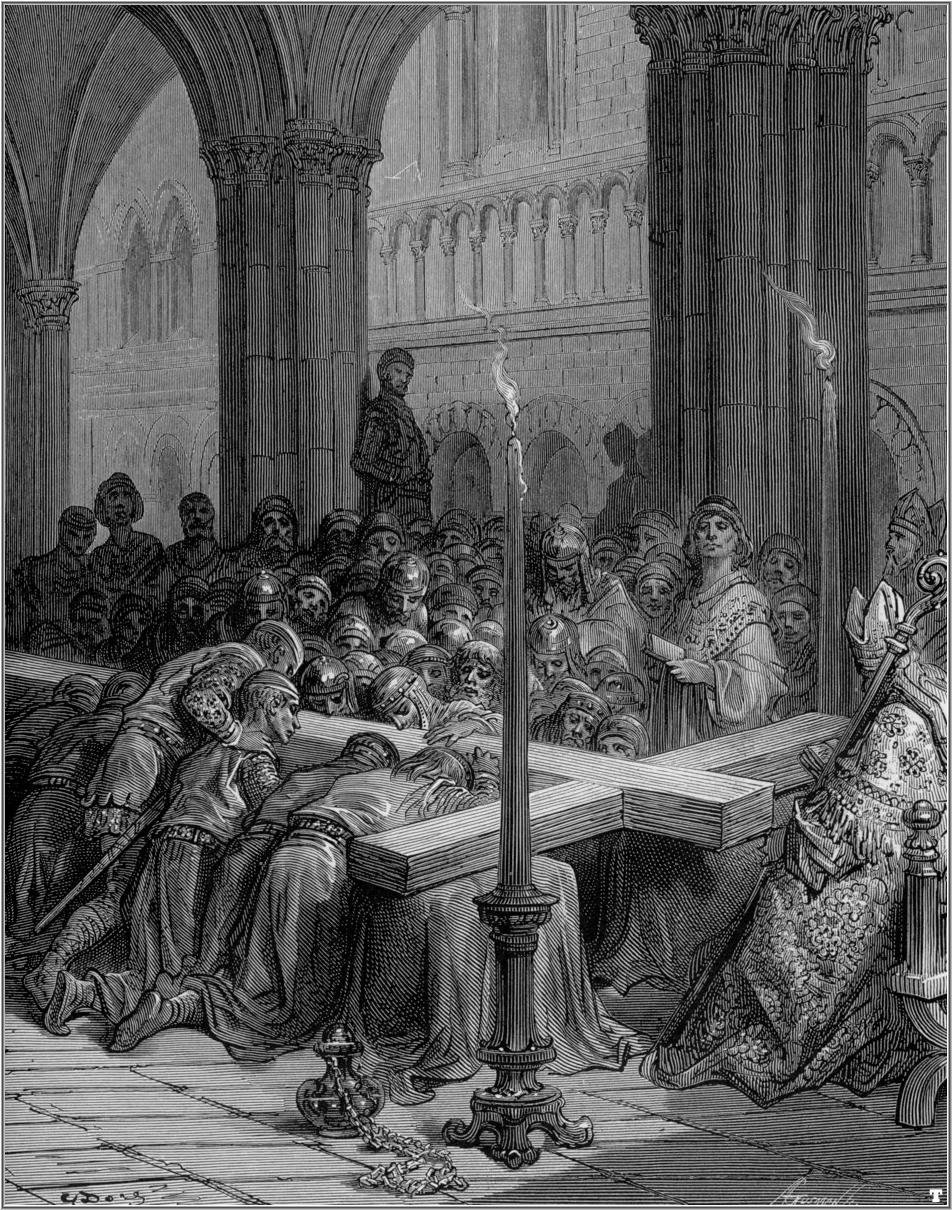
„Cruciații descoperă Sfânta Cruce”.

Mișcarea care începuse ca o chemare la organizarea unei campanii militare ai căror membri trebuiau să fie războinicii profesioniști s-a transformat într-o migrație de proporții. Chemările la organizarea cruciadei au devenit rapid foarte populare. După mișcări medievale, cele ale războinicilor sfinți și a pelerinilor, au fost unite într-una singură care a luptat în beneficiul Bisericii cu toate beneficiile spirituale care decurgeau de aici, inclusiv acordarea de indulgențe pentru participanți sau de martiriu pentru cei care cădeau în luptă. Cruciații, în calitate de pelerini, puteau să se bucure de ospitalitatea și protecția vieții și avutului asigurate de Biserică. Beneficiile acordării indulgențelor arau astfel duble, atât pentru lupta în calitate de războinic al creștinismului cât și pentru călătoria în calitate de pelerin. De aceea, indulgența era oferită indiferent dacă pelerinul avea să supraviețuiască sau avea să moară. În plus, existau anumite obligații feudale, mulți dintre participanți plecaseră la luptă pentru că așa dorise suveranul lor, iar ei ca vasali nu se puteau împotrivi. Au mai existat și anumite obligații familiale, mulți pelerini alăturându-se cruciadei pentru a-și sprijini rudele care depuseseră deja jurămintele cruciate.  Toate acestea au contribuit la creșterea popularității cruciadei.

### Răsplată spirituală versus răsplată materială
Cercetările mai vechi considerau că cea mai mare parte a participanților la cruciadă era formată din fii mai tineri ai nobililor care nu aveau avere datorită dreptului primogeniturii, în vreme ce cavalerii bogați erau în căutarea unei vieți îmbelșugate în estul rafinat.
În zilele noastre istoricii sunt mai degrabă de părere că deși Papa Urban promisese cruciaților beneficii materiale și spirituale, țelurile principale ale pelerinilor au fost mai degrabă spirituale decât lumești. Mai mult, cercetări recente au demonstrat că expediția cruciată a fost o întreprindere extrem de costisitoare, accesibilă numai cavalerilor care aveau deja o oarecare avere. Chiar și așa, acești cavaleri bogați au trebuit să-și vândă o bună parte a moșiilor pentru a-și permite să se alăture cruciadei. Uneori și rudele lor se împrumutaseră pentru a strânge banii necesari participării unui singur membru al familiei la expediție. După cum scria Riley-Smith, "nu există nicio dovadă care să susțină supoziția conform căreia cruciada a fost o șansă pentru fii în plus să se facă pierduți pentru a ușura cheltuielile familiilor lor." 
Ca un exemplu al motivațiilor mai degrabă spirituale decât pământești, Godfrey de Bouillon și fratele lui, Balduin au rezolvat toate neînțelegerile mai vechi cu Biserica lăsând toate proprietățile lor prin testament clerului local. Documentele care cuprind aceste tranzacții erau scrise de clerici, nu de cavaleri, și par să idealizeze nobilii semnatari ca pe niște creștini pioși interesați numai de îndeplinirea jurămintelor sfinte ale pelerinajului.
În ceea ce privește cazul cavalerilor săraci (minores, spre deosebire de cei bogați principes), aceștia puteau să supraviețuiască călătoriei numai mulțumită pomenilor localnicilor, sau intrând în serviciul unui cavaler bogat, așa cum a fost cazul Tancred, care a fost de acord să devină vasalul unchiului său, Boemund. Cruciadele de mai târziu au fost organizat de cavaleri bogați sau de regi și împărați, sau au fost sprijinite financiar prin impunerea unor taxe speciale pentru cruciadă.

### Participarea românilor balcanici
Românii balcanici au participat la cruciadă în armata împăratului Alexius. Ei erau cetățeni ai imperiului și aveau datoria de a participa la războaie. Românii balcanici au fost menționați ca participanți la Prima cruciada într-o cronică a lui Foucher de Chartres, sub numele de daci. Despre dacii secolului al XII-lea a scris și Anna Comnena în Alexiada unde preciza că dacii locuiesc pe pantele de nord ale munților Balcani (Hercinici) 
Românii balcanici au participat alături de Alexius contra pecenegilor și în bătălia de la Levounion (1091).

## În artă și literatură
Succesul cruciadei a inspirat poeții francezi, care au compus în secolul al XII-lea diferite chansons de geste prin care erau preamărite victoriile lui Godfrey de Bouillon și a altor cruciați de frunte. Unele dintre ele, așa cum a fost faimosul Chanson d'Antioche, au avut un caracter semiistoric, în vreme ce altele erau complet fantastice, descriind lupte cu dragoni sau legându-i pe înaintașii lui Godfrey de legenda cavalerului lebedei. Împreună, toate aceste cântece formează ceea ce este cunoscut cu numele de ciclul cruciadei.
Prima cruciadă a fost sursă de inspirație și pentru artiștii din secolele care au urmat cuceririi Ierusalimului. În 1580 Torquato Tasso a scris Ierusalimul eliberat, un poem epic despre cucerirea Ierusalimului, care însă nu respectă adevărurile istorice. Poetul din secolul al XIX-lea Tommaso Grossi a scris de asemenea un poem epic care a stat la baza operei lui Giuseppe Verdi I Lombardi alla prima crociata.
Gustave Doré a fost autorul mai multor gravuri bazate pe episoade ale primei cruciade.